# Andrés Rodríguez Pedotti
Pour les articles homonymes, voir Rodríguez et Pedotti.
 (juillet 2019).
Si vous disposez d'ouvrages ou d'articles de référence ou si vous connaissez des sites web de qualité traitant du thème abordé ici, merci de compléter l'article en donnant les références utiles à sa vérifiabilité et en les liant à la section « Notes et références ».
Andrés Rodríguez Pedotti, né le 19 juin 1923 à San Salvador et mort le 21 avril 1997 à New York (États-Unis), est un militaire et homme d'État paraguayen, il est président de la République du 3 février 1989 au 15 août 1993. En tant que général, il dirige un coup d'État victorieux contre Alfredo Stroessner, mettant fin à 35 années de dictature. 

## Carrière militaire et entrée en politique
Fils d'un forgeron d'origine espagnole, Marcos Rodríguez, membre du Parti libéral, et d'une ouvrière agricole italienne, Elisa Pedotti, il entre en 1942 à l'École militaire d'Asunción, et connaît une ascension rapide dans la hiérarchie militaire. Sous-lieutenant en 1946, il est colonel en 1964, et général en 1970. 
Lié à la tendance traditionaliste du Parti colorado, il est l'un des proches du président Alfredo Stroessner. Il s'enrichit considérablement grâce à la contrebande et au trafic de drogue (on le soupçonne même d'avoir été à la tête du cartel du Paraguay). Il se fait construire de nombreux palais dans ses immenses propriétés privées. Aucune enquête ne sera jamais dirigée contre lui.

## Le coup d'État contre Stroessner
À la surprise de nombreux observateurs, à l'aube du 3 février 1989, le général, commandant le corps d'armée d'Asuncion, la capitale, renverse le président Alfredo Stroessner (76 ans), qui avait gouverné le pays pendant trente-cinq ans et dont l'état de santé s'était aggravé depuis 2 ans. Il annonce que sa prise de pouvoir a pour but de mettre fin à l'incertitude, au nom de la « défense du catholicisme » et de l'ordre national.
En tant que président de la junte militaire, il prend alors la tête du gouvernement, avec le soutien de l'Église catholique romaine et du gouvernement des États-Unis qui apprécient sa politique anticommuniste. Une élection présidentielle est annoncée pour le 1er mai 1989. L'opposition de gauche descend dans la rue pour l'acclamer.
Dès le 7 février, il prend le pouvoir directement en main : il limoge une cinquantaine d'officiers supérieurs qu'il remplace par des militaires acquis à sa cause, et fait emprisonner Alfredo Stroessner avec plusieurs membres de son gouvernement, avant de l'envoyer quelques jours plus tard à Brasilia où celui-ci résida jusqu'à sa mort, le 16 août 2006. Il dissout le Congrès, qu'il juge trop corrompu, et légalise tous les partis politiques à l'exception des communistes. En outre, il lève toutes les interdictions pesant sur la presse, et abolit la peine de mort et la loi martiale. Le Parti colorado et les Forces armées sont purgés de leurs éléments pro-Stroesnner, qui pouvaient encore représenter une menace pour Andres Rodríguez. 
Comme promis, il organise des élections pluralistes le 1er mai 1989, auxquelles il est candidat. Il permet la participation de plusieurs partis politiques, notamment le Parti libéral radical authentique, et le Parti révolutionnaire fébrériste. Rodríguez est élu avec plus de 74 % des voix, et le Parti colorado reste donc au pouvoir. Cependant l'opposition dénonce des bourrages d'urnes.

## Président de la République
Sur le plan économique, il applique les idées néolibérales, propose la création du Mercosur auquel se joignent l'Argentine, le Brésil et l'Uruguay. Il met un terme à la crise économique qui avait frappé le pays au cours des années 1980, en privatisant de nombreuses entreprises publiques ; la croissance moyenne du PIB est de 3,5 % pendant son mandat.
Le 20 juin 1992, il promulgue une nouvelle constitution, d'orientation plus démocratique, qui vient remplacer celle du 25 août 1967, conçue par Stroessner. Pourtant, derrière une façade démocratique, son régime n'est pas moins autoritaire que celui de son beau-père. Le Parlement est strictement aligné sur les décisions de son gouvernement. Les textes sont votés à la quasi-unanimité. Seuls les élus du PLRA (Parti libéral) se montrent quelquefois récalcitrants, mais beaucoup se laissent soudoyer ou intimider. Le régime se trouve impliqué au plus haut niveau dans la contrebande et le trafic de drogue. 
En 1993, un autre membre du Parti colorado, l'ingénieur Juan Carlos Wasmosy Monti, lui succède, devenant le premier président civil de l'histoire du Paraguay. 
Rodríguez renonce également à ses fonctions militaires, et obtient un siège de sénateur à vie. Il meurt au Methodist Hospital de New York en 1997, d'un cancer du côlon.